# Epichnopterix pullella
Epichnopterix pullella är en fjärilsart som beskrevs av Charles Théophile Bruand d’Uzelle 1847. Epichnopterix pullella ingår i släktet Epichnopterix och familjen säckspinnare. Inga underarter finns listade i Catalogue of Life.